# Дитячий пісенний конкурс Євробачення 2020
Дитячий пісенни конкурс Євробачення 2020 — 18-й конкурс дитячого Євробачення, що був організований Telewizja Polska (TVP) та Європейською Мовною Спілкою (ЄМС). Конкурс відбувся 29 листопада 2020 року, у місті Варшава, Польща, після перемоги країни на конкурсі 2019 року. Дитяче Євробачення вперше проводилося в одній країні двічі поспіль. У конкурсі 2020 року взяли участь 12 країн, що стало найменшою кількістю з 2013 року.
Переможницею стала Франція з піснею «J'imagine», яку виконала співачка Валентина. Це була перша перемога Франції на Дитячому Євробаченні, а також перша перемога з 1989 року у будь-яких подіях Євробачення, коли країна здобула першість на конкурсі молодих танцюристів. Казахстан та Іспанія другий рік поспіль фінішували на другому та третьому місцях відповідно. Нідерланди вдруге посіли четверте місце, а закрила першу п'ятірку Білорусь. Цього року також відбувся дебют Німеччини на Дитячому Євробачення. Країна посіла останнє 12-е місце. 

## Місце проведення

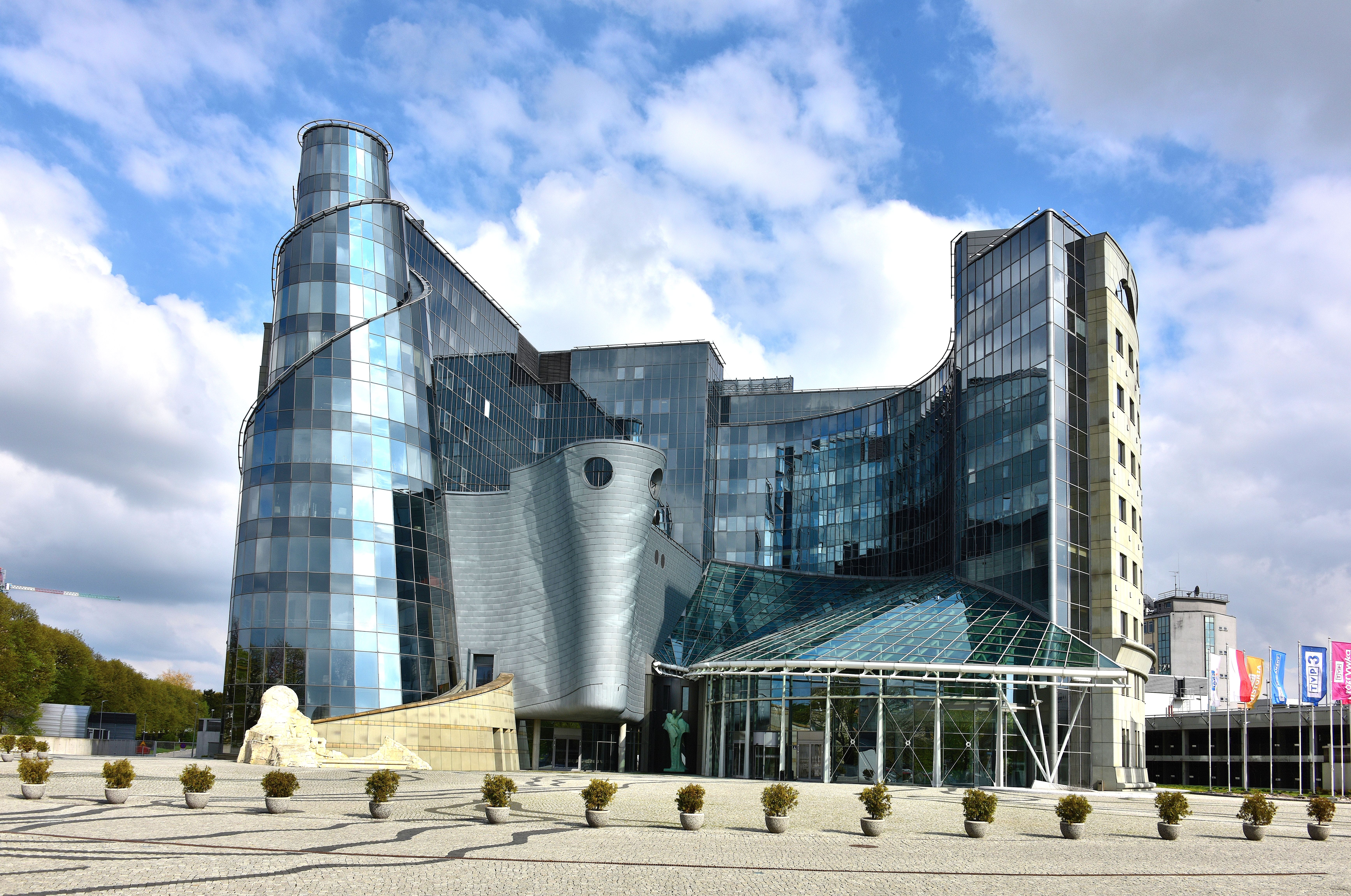
Штаб-квартира TVP

Дитячий пісенний конкурс Євробачення 2020 відбувся в Студії 5 в штаб-квартирі TVP, що знаходиться у Варшаві, Польща, після перемоги країни у 2019 році в Гливиці Вікі Габор з піснею «Superhero». Але у зв'язку з пандемією COVID-19 всі пісні були виконані учасниками у власних країнах.
Польща проводила подію Євробачення втретє. Вперше, у 1994 році в країна стала господаркою Євробачення молодих музикантів. Пізніше, у 2005 році, у Польщі відбулося Євробачення молодих танцюристів. Окрім цього, Польща стала першою країною, що проводила Дитячий пісенний конкурс Євробачення два роки поспіль.

## Учасники
8 вересня 2020 року ЄМС оприлюднила список з 13 країн-учасниць, проте вже 5 листопада кількість країн зменшилася до 12-ти, адже Вірменія відмовилася від участі в конкурсі через військовий конфлікт в Нагорному Карабасі.
| №  | Країна     | Учасник             | Пісня                             | Мова                      | Місце | Бали всього | Бали журі | Бали глядачів |
| -- | ---------- | ------------------- | --------------------------------- | ------------------------- | ----- | ----------- | --------- | ------------- |
| 1  | Німеччина  | Сьюзан              | «Stronger with You»               | німецька, англійська      | 12    | 66          | 27        | 39            |
| 2  | Казахстан  | Каракат Башанова    | «Forever»                         | казахська, англійська     | 2     | 152         | 83        | 69            |
| 3  | Нідерланди | Unity               | «Best Friends»                    | нідерландська, англійська | 4     | 132         | 68        | 64            |
| 4  | Сербія     | Петар Анічіч        | «Heartbeat"»                      | сербська, англійська      | 11    | 85          | 35        | 50            |
| 5  | Білорусь   | Аріна Пехтєрєва     | «Aliens»                          | російська, англійська     | 5     | 130         | 73        | 57            |
| 6  | Польща     | Ала Трач            | «I'll Be Standing»                | польська, англійська      | 9     | 90          | 46        | 44            |
| 7  | Грузія     | Сандра Ґаделія      | «You Are Not Alone»               | грузинська, англійська    | 6     | 111         | 69        | 42            |
| 8  | Мальта     | Шанель Монсіньйор   | «Chasing Sunsets»                 | мальтійська, англійська   | 8     | 100         | 51        | 49            |
| 9  | Росія      | Софія Феськова      | «My New Day»                      | російська, англійська     | 10    | 88          | 44        | 44            |
| 10 | Іспанія    | Солеа               | «Palante»                         | іспанська                 | 3     | 133         | 60        | 73            |
| 11 | Україна    | Олександр Балабанов | «Vidkryvai (Open Up)» (Відкривай) | українська, англійська    | 7     | 106         | 52        | 54            |
| 12 | Франція    | Валентіна           | «J'imagine»                       | французька                | 1     | 200         | 88        | 112           |